# Lontra
Lontra és un gènere de llúdries que viuen a les Amèriques.
El gènere inclou quatre espècies:
- Llúdria del Canadà (Lontra canadensis)
- Llúdria de Xile (Lontra provocax)
- Llúdria cuallarga (Lontra longicaudis)
- Llúdria costanera sud-americana (Lontra felina)

Abans es classificava aquestes espècies al gènere Lutra, juntament amb la llúdria comuna, però actualment tenen un gènere propi.